# Franz Karl Heinrich
Franz Karl Heinrich (Alcina, 1811. július 8. – Újegyház, 1869. május 20.) erdélyi szász ágostai evangélikus lelkész.

## Élete
Apja, Daniel Gottlieb Heinrich szintén lelkész volt. 1833–34 között Bécsben és 1834–35-ben Berlinben tanult; 1836-ban lector volt Nagyszebenben, 1843. június 6-ától ugyanott prédikátor. 1846. november 22-étől Magaréban, illetve 1858. november 5-étől Újegyházán teljesített lelkészi szolgálatot. 

## Munkája
- Historiam reformationis in Transilvania inde ab anno 1521 ad annum usque 1573 breviter enarravít. Cibinii, 1837.